# De Horde van de Raaf
De Horde van de Raaf is het veertiende stripverhaal uit de reeks Johan en Pirrewiet.

## Achtergrond
De Horde van de Raaf is het eerste verhaal waaraan Peyo niet heeft meegewerkt. Sinds de jaren 70 verscheen geen verhaal van Johan en Pirrewiet meer van Peyo. Hij bleef echter broeden op een verhaal rond de Hunnen. Hij kreeg al documentatie en maakte aantekeningen, maar een verhaal kwam er nooit. Het succes van De Smurfen had Peyo's tijd ingenomen en Peyo vreesde dat de lezers na de lange afwezigheid van Johan en Pirrewiet te hoge verwachten zouden hebben.
Begin jaren 90 veranderde Peyo van uitgever: hij ging naar Le Lombard. Met de uitgever werd afgesproken dat er naast albums van De Smurfen ook nieuwe avonturen zouden komen van Steven Sterk en Johan en Pirrewiet. In 1992 startten de voorbereidingen. Alain Maury werd het meest geschikt geacht voor het tekenwerk. Zijn scènes van een middeleeuwse markt in het Smurfenverhaal De Geldsmurf overtuigden Peyo. Het idee over de barbaarse Hunnen werd opgepikt. Na de vakantie eind '92 zou het verhaal echt van start kunnen gaan. Peyo overleed echter tijdens deze vakantie. Zijn zoon Thierry Culliford zou zich voortaan ontfermen over zijn vaders werk. Hij zou al helpen als coscenarist en besloot om voor het verhaal de hulp te roepen in van Yvan Delporte, die Peyo bij zijn andere reeksen meermaals had ondersteund en daardoor een evidente keuze was. Peyo's weduwe Nine bleef voor de inkleuring zorgen. Zo kwam er tussen januari en september 1993 uiteindelijk een nieuw verhaal van Johan en Pirrewiet tot stand. Daarbij werd de stijl van Peyo zo veel mogelijk behouden. Ook zijn plan om de Smurfen in het verhaal te betrekken werd in het verhaal verwerkt.
Het album verscheen in 1994 en verkocht na een grote promotiecampagne goed. Thierry besloot daarop om het werk nog verder te zetten.

## Verhaal
Pirrewiet trekt even weg uit het koninklijk slot. Hij voelt zich onbegrepen en gaat naar baron Joris Vlierefluyt, een vriend van hem. Op zijn doorrit helpt hij een dorpeling die wordt belaagd door 2 dieven. Bij baron Vlierefluyt ontdekt hij dat de dieven onder één hoedje spelen met Humbert, de rechterhand van baron Joris. Hij wordt betrapt en wordt in de kerker gegooid.
Intussen woedt er een hevige oorlog in het land van prins Vladyslav van Pecho-Bakkelije, een neef van de koning. De koning wil te hulp schieten en trommelt een heel leger op. In Pecho-Bakkelije besluit een van de aanvallende leiders, Dor Khan, zijn krijgskunst te bewijzen aan de andere leiders. Hij trekt er met zijn manschappen - de Horde van de Raaf - op uit en richt op zijn weg heel wat schade aan. Ze komen ook bij magiër Omnibus, die wordt gevangengenomen om zijn kunsten te kunnen benutten. De Smurfen zijn getuige van deze daad en willen Johan en Pirrewiet om hulp vragen. Ze vinden echter alleen de koning.
Humbert maakt Joris wijs dat Pirrewiet is omgekomen. Joris belandt in diepe rouw. Humbert maakt daarvan gebruik om het plaatselijke leger te gebruiken om het koninklijke slot aan te vallen. Dat wordt immers minder goed bewaakt nu er oorlog is. Zo hoopt Humbert zelf koning te worden, maar de koning laat zich niet zomaar overmeesteren. Terwijl wordt het kasteel belegerd door de troepen van Dor Khan.
De Smurfen vinden zowel Johan als Pirrewiet terug en vertellen hen wat met Omnibus is gebeurd. Samen met Joris weten ze via een geheime gang het kasteel van de koning binnen te gaan. Joris kan binnen zijn eigen manschappen overtuigen niet langer naar Humbert te luisteren. Hij neemt met zijn twee handlangers de benen, maar worden gevangengenomen door de troepen van Dor Khan.
De troepen van Dor Khan worden daarna aangepakt: Johan laat een stinkende rook over hen neerkomen, Omnibus, ingelicht door een Smurf, maakt de troepen wijs dat dit van kwade demonen komt. Dor Khan keert bevreesd terug. De andere troepen blijken Pecho-Bakkelije plots te hebben verlaten. De rust keert terug in het rijk.

## Trivia
Naar aanleiding van de 60e verjaardag van de publicatie van het eerste verhaal van Johan en Pirrewiet, nodigde stripblad Spirou verschillende tekenaars uit om elk een halve pagina van een verhaal van Johan en Pirrewiet te maken. Uitgangspunt was de eerste kladpagina van Peyo voor het verhaal met als titel Les barbares (De barbaren), dat ook diende als uitgangspunt voor het album De Horde van de Raaf. Resultaat werd een kortverhaal van 13 pagina's dat in nummer 3883 van Spirou van 12 september 2012 werd gepubliceerd.